# Abbaye de Selby
L'abbaye de Selby est une ancienne abbaye située à Selby, dans le Yorkshire du Nord, en Angleterre.  L'abbaye est fondée en 1256. Depuis la réforme protestante, elle a été une église paroissiale de l'Église d'Angleterre. Elle est dédiée à la Sainte Vierge Marie et Saint-Germain de Paris.
C'est l'une des plus grandes églises paroissiales de Grande-Bretagne et elle est plus grande que la plupart des cathédrales de l'île. Un élément remarquable de l'Abbaye est le vitrail Washington du XIVe siècle, représentant les armoiries des ancêtres de George Washington, premier président des États-Unis d'Amérique : les motifs sont parfois cités comme une source d'inspiration du Stars and Stripes.
La tradition rapporte que le moine Benoît d'Auxerre aurait fondé l'abbaye après avoir aperçu trois cygnes sur un lac à Selby, y voyant un symbole du Père, du Fils et du Saint-Esprit. C'est pourquoi le blason de Selby comporte trois cygnes.